# Johnny Hayes
John Joseph "Johnny" Hayes (Nova York, 10 d'abril de 1886 – Englewood, Nova Jersey, 25 d'agost de 1965) va ser un atleta estatunidenc que va competir a començaments del segle XX i que el 1908 guanyà la marató als Jocs Olímpics de Londres. La victòria de Hayes contribuí a la popularització de les carreres de llarga distància i les maratons als Estats Units. També fou el primer home en guanyar una marató disputada sota l'actual distància oficial de 42 quilòmetres i 195 metres, ja que les anteriors maratons olímpics s'havien disputat sobre un recorregut de 25 milles.

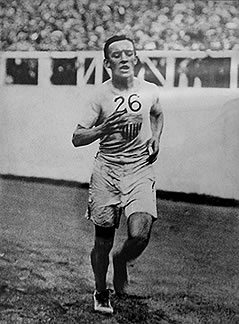
Hayes corrent al White Stadium prop de la línia d'arribada

Nascut a Nova York en el si d'una família d'emigrants irlandesos, inicià la seva carrera atlètica el 1906 amb una cinquena posició en la marató de Boston, amb un temps de 2h 55' 38". El 1907 acabà tercer en aquesta mateixa marató, amb un temps de 2h 30' 38" i guanyà la primera edició de la Yonkers Marathon. El 1908 acabà segon, a 21" de Thomas Morrissey en la marató de Boston, amb un temps de 2h 26' 34", cosa que el classificà per a la disputa dels Jocs Olímpics de Londres d'aquell mateix anys.
En la marató olímpica l'italià Dorando Pietri fou el primer en creuar la línia d'arribada en un final de cursa agònic, però fou ajudat, il·legalment, pels oficials de carrera. Hayes va ser el segon en creuar la línia d'arribada, i després d'una protesta oficial dels Estats Units Pietri fou desqualificat.
El novembre de 1908 va ser organitzada un enfrontament directe entre Pietri i Hayes al Madison Square Garden. La cursa fou guanyada per Pietri per 75 iardes. Una segona cursa els enfrontà el 15 de març de 1909 i novament fou Pietri el vencedor. Ambdós passaren al professionalisme després dels Jocs Olímpics i aconseguiren una fama important.
Als Jocs Olímpics de 1912 Hayes exercí d'entrenador de l'equip estatunidenc d'atletisme. Posteriorment estudià educació física.